# Saint-François-du-Lac
Saint-François-du-Lac, abenakiska Ag8mek, är en kommun i provinsen Québec i Kanada. Den ligger i regionen Centre-du-Québec, i den sydöstra delen av landet, 230 km öster om huvudstaden Ottawa.